# Busō Shōjo Machiavellism
Busō Shōjo Machiavellism (武装少女マキャヴェリズム Busō Shōjo Makyaverizumu, lit. "El Maquiavelismo de chicas armadas"?) es una serie de manga ilustrada por Karuna Kanzaki y escrita por Yūya Kurokami. La serie fue serializada en la revista Monthly Shōnen Ace de Kadokawa desde marzo de 2014 a junio de 2022. Una adaptación a anime de Silver Link se emitió desde el 5 de abril hasta el 21 de junio de 2017.

## Argumento
Fudō Nomura es un estudiante que fue exiliado de su vieja escuela por una pelea violenta. Fudō desea vivir una vida libre, pero a la nueva escuela a la cual fue transferido a una Academia Privada de Simbiosis Aichi, un lugar donde las chicas disciplinan a los chicos con armas para corregirlos. Un grupo de cinco vigilantes llamadas las "Cinco Espadas Definitivas" todas lideradas por Rin Onigawara, apunta con su espada a Nomura para conceder a las reglas o salir de la escuela. En este punto, Nomura decide desafíar a las Cinco Espadas Definitivas por su propio derecho y probar su verdadera moralidad a pesar de la fuerza bruta.

## Personajes
Fudō Nomura (納村 不動 Nomura Fudō?)
Seiyū: Tasuku Hatanaka (Anime)  Suzuko Mimori (CD-Drama Vomic)
Es el protagonista principal de la historia. Nomura desea, más que nada, ser libre y alejarse de los problemas, además de odiar que lo obliguen a hacer cosas contra su voluntad. Mientras estuvo en su anterior escuela, estuvo involucrado en una gran pelea donde fue capaz de arreglárselas para derrotar a cuarenta sujetos, lo que posteriormente provocó su expulsión y transferencia forzada a la Academia Simbiótica Aishii. Es muy bueno en las artes marciales y no necesita armas para pelear, pues tan solo utiliza un par de guantes especiales a prueba de cuchillos hechos de kevlar para proteger sus manos. También utiliza una técnica desarrollada a partir de otra técnica fallida de espada la cual llamó "Bala espiritual", que consiste en una poderosa palmada que da a su oponente, por lo general, en el costado o el estómago dejándole sin respiración. Tras conocer que podía salir de la academia por medio de un pase sellado por cada una de las "Cinco Espadas", se volvió su objetivo recolectar dichos sellos, los cuales le permitirán salir libremente de la academia y por los cuales se tendrá que enfrentar a cada una de ellas.
Kirukiru Amō (天羽 斬々 Amō Kirukiru?)
Seiyū: Eriko Matsui (Anime)  Sayaka Senbongi (CD-Drama Vomic)
Amō es una estudiante que fue transferida a la academia tiempo antes que Fudo. También estuvo involucrada en aquella gran pelea cuando estuvo en su anterior instituto. Amō enfrentó a las Cinco Espadas antes  de que Fudō, derrotando fácilmente a Rin y Mary, algo que le valió el apodo de "la emperatriz". Amō es una joven muy hermosa, posee una larga cabellera negra que sobrepasa su cintura y una figura atlética y delgada. Utiliza el uniforme de la academia sin ningún distintivo más que un par de botines en lugar de los zapatos tradicionales y medias de color negro. Es muy callada, seria y misteriosa, pero letal a la hora de combatir, ya que además de practicar un estilo similar al Karate Uechi Ryū, usa la técnica de "Espada de cuerpo completo", que le da fuerza, resistencia y agilidad sobrehumanas, lo que la hizo líder del instituto anterior al que asistía, en donde derrotó a Fudō en su primer encuentro. Su personalidad completamente fría y despiadada solo se vio amenazada por la actitud ligera y desinhibida de Fudō, el cual fue el único que la trató sin miedo de igual a igual. Desde su primer encuentro, Amō se enamoró obsesivamente de él declarando de que si no podía ser de ella, lo mataría. Amō desafió a una última pelea a Fudō con el objetivo de que la mate para reprimir el amor que siente por él, sin embargo, el efecto resultó contrario, ya que al disfrutar ambos de enfrentarse al otro, Amō reconoció sus sentimientos. Tras declararse y besar a Fudō, Amō fue transferida a la Academia Simbiótica Hokkai, en donde sin problemas logró conquistar a todos los cursos.
Rin Onigawara (鬼瓦 輪 Onigawara Rin?)
Seiyū: Hitomi Ueda (Anime)  Sayaka Kanda (CD-Drama Vomic)
Aparentemente es la heroína principal de la historia, la primera en enfrentarse a Fudō cuando este llegó a la academia. Es la actual líder de las "Cinco Espadas Definitivas" y una excelente espadachín. Casi siempre porta una máscara de Oni de ojos púrpura debido a un trauma de su pasado que le hace sentir vergüenza de mostrar su cara a los demás. La máscara le ayuda a estar en público, pero a pesar de su timidez, es vista por todos en la academia por ser altamente despiadada, a tal grado que la mayoría de alumnos transferidos que llegaron a su clase han dejado la escuela. Tras su enfrentamiento con Fudō, desarrolla sentimientos por él, después de que ambos se besaran accidentalmente por culpa de Nono. Fue la primera en dar su sello a Fudo junto con el pase de salida, con la excusa de que Fudō la invite a salir, ocultando el motivo de vigilarlo constantemente para corregirlo, mostrando actitudes Tsundere principalmente ante la cercanía de otras chicas, incluidas las otras espadas y Amō.
Mary Kikakujō (亀鶴城メアリ Kikakujou Meari?)
Seiyū: Rina Hidaka (Anime)  Mayuki Makiguchi (CD-Drama Vomic)
Es una hermosa chica franco-japonesa muy bien dotada físicamente. Es miembro de las "Cinco Espadas" y la segunda en enfrentarse a Fudō. Mary es muy diestra en el estilo occidental del esgrima, y puede perforar con precisión algunos nervios específicos para ralentizar los movimientos de sus oponentes, algo que la vuelve letal a la hora de luchar. Mary fue un oponente muy difícil de vencer para Fudō debido a que este no conocía muy bien el esgrima occidental. Mary también desarrolla sentimientos por Fudō después de haber fallado para convencerle de tocar sus pechos, dejando claro que Fudō no era un degenerado como todas creían. Tiende a olvidar hablar en japonés cuando se sobre exalta o se confunde y termina hablando en francés, por lo que tiene que ayudarse de un diccionario que casi siempre carga consigo. Es la única de las "Cinco Espadas" en portar un sable o florete en lugar de una katana. Ella le dio su sello a Fudo de buena gana justo después de que Fudo no cayerá ante la provocación de tocar su pecho, declarando que él había pasado su prueba.
Warabi Hanasaka (花酒蕨 Hanasaka Warabi?)
Seiyū: Shoko Nakagawa  (Anime)  Yūko Sanpei (CD-Drama Vomic)
Es una chica rubia con aspecto de loli que también es miembro de las "Cinco Espadas" (una de las más antiguas miembros). Utiliza un lazo rojo en su cabeza cuyos nudos simulan unas orejas de conejo. Es muy sociable pero a menudo se muestra como alguien orgullosa. Siempre va acompañada de su osa mascota llamada "Kyobo", la cual está entrenada para el combate y es una de sus subordinadas. Le gusta castigar a sus víctimas mediante unos juegos que ella organiza llamados "Warabimpics", los cuales son televisados en toda la escuela. Warabi es una mala perdedora, tal como se apreció cuando Fudō derrotó a su osa en un torneo de sumo, y es la única de las "Cinco Espadas" en haber dado su sello a Fudō sin haber sido derrotada directamente por él. Suele referirse a las demás espadas como "hime" (princesa) y sus subordinadas la llaman "hime-sama" (princesa). Más adelante, se vuelve amistosa con Fudō tras su derrota a manos de Rin. A pesar de no combatir directamente la mayoría del tiempo, cuando le toca a ella es muy diestra en su estilo de kendō, Taisha Ryu
Satori Tamaba (眼目 さとり Tamaba Satori?)
Seiyū: Nozomi Nishida (Anime) Satomi Akesaka (CD-Drama Vomic)
Satori es una joven miembro de las Cinco Espadas. Satori parece alguien que calcula sus movimientos, pero la verdad es que la mayor parte del tiempo actúa de manera irracional, lo que hace que sea difícil de comprender. Warabi la describe como "alguien extraño, una criatura misteriosa que pretende ser humana". No muestra ningún tipo de maldad o intención de  asesinar mientras pelea, lo que la hace difícil de predecir, tal como se vio cuando atacó a Fudō sin ninguna advertencia, su espada es una "Shirasaya". Ella es la única que ha expresado abiertamente un gran odio a Fudō, pero sin embargo ella junto a Rin son las únicas entre las "Cinco Espadas" que han besado a Fudo. Se sabe que tiene una hermana mayor quien es la verdadera Satori Tamaba pero desde pequeñas ella usurpó su nombre haciéndoles creer a todos que ella era Satori pero en realidad su verdadero nombre es Misogi.
Tsukuyo Inaba (因幡 月夜 Inaba Tsukuyo?)
Seiyū: Natsumi Hioka
Tsukuyo es la más pequeña en estatura y la última miembro de las cinco espadas también es la única entre las cinco espadas Definitivas en ser de secundaria. Tiene el cabello plateado y amarrado en dos largas coletas casi tocando el suelo, además porta dos cascabeles amarrados en su coleta izquierda como adorno. Siempre viste con el atuendo de sacerdotisa de templo sintoísta con la diferencia de que a agregado una corbata, además ella mantiene sus ojos cerrados todo el tiempo, al ser ciega y solo los abre en determinadas ocasiones pero cuando lo hace deja ver unos misteriosos ojos de color rojizo, Tsukuyo esta en la misma clase de Nono y siempre se le puede ver analizando los combates que ha tenido Fudo con las otras espadas. Su principal característica es que tiene un avanzado sentido de la audición, que compensa su ceguera, y puede analizar y comprender los movimientos de los demás a la distancia con solo escuchar el sonido que el viento lleva hasta sus oídos, a pesar de eso su cuerpo es muy frágil y se enferma fácilmente como sucedió cuando ella se resfrió al estar mucho tiempo en el patío esperando a Fudō quedándose dormida allí, porque él nunca apareció. Su espada es una katana cuyo único distintivo es su empuñadura color blanco, Tsukuyo es temida y respetada en la academia tanto por chicas, chicos y por las demás espadas por igual esto porque a pesar de que es la más pequeña de las cinco, también es la más fuerte de las "Cinco Espadas", siendo la única que derrotó a Fudō convirtiéndolo en su aprendiz y enseñándole a perfeccionar su "Bala espiritual", ella dio su sello a Fudō después de la pelea que él tuvo con Amō.
Nono Mozunono (百舌鳥野 のの Mozunono Nono?)
Seiyū: Miku Itō
Nono es una chica de primer año y subordinada de Rin. Tiene el cabello corto de color rosa y siempre porta un bastón extensible como arma (al igual que casi todas las chicas de la academia), es compañera de habitación de Rin a quien ella llama "Onee-sama" (hermana mayor con máximo respeto) dice ser la líder de las "Cinco Espadas Junior" y aparentemente el reemplazo de Rin. Dentro de las "Cinco Espadas Definitivas",ya que ella fue la causante del beso accidental que se dieron Rin y Fudo tras el bastonazo que le dio en la cabeza a Fudo, también trató de enfrentarlo junto a Choka pero fue derrotada fácilmente aunque logró provocar que Fudo usara su "Espíritu de Bala" para hacerla desistir.
Chōka U. Barazaki (蝶華・U・薔薇咲?)
Seiyū: Akane Kohinata
Choka es una chica de primer año y subordinada de Mary, a quien ella llama Onee-sama. Es rubia igual que Mary, pero su cabello está peinado en dos enormes risos que casi llegan al suelo, también es compañera de habitación de Mary, y al parecer trata de hacer creer a quien no la conoce que es Italiana, alegando que su nombre es: "Regine delle Farfalle" pero en realidad es japonesa igual que los demás (esto fue aclarado por Nono cuando quiso engañar a Fudo haciéndole creer que todos la llamaban así), ella también alega ser la líder de las "Cinco Espadas Junior" y la persona más cercana a las "Cinco Espadas Definitivas" ella utiliza un vestido color morado de diseño europeo en lugar del uniforme escolar, y utiliza un látigo como arma, ella junto a Nono, enfrentaron a Fudo tras conocer la derrota de Rin, pero ambas fueron derrotadas fácilmente por Fudō, más tarde se reveló que su cabello rubio y rizado se trata en realidad de una peluca a la cual ella llama "Chokawai".
Sasa Kurasaki (倉崎 佐々 Kurasaki Sasa?)
Seiyū: Miharu Hanai
Sasa es compañera de clases de Fudo y Rin. Es una chica de cabello color lavanda, cuando Fudo entró por primera vez al salón de clases, ella fue quien se encargó de explicarle a él quienes eran las "Cinco Espadas Definitivas" mientras Fudo era amenazado por todas las chicas de su clase y cuando Fudo se escapó de ellas, él se posicionó entres sus piernas revelando a todos el color de su ropa interior antes de saltar por la ventana. Suele ser muy inocente y fácil de engañar y cuando Fudo no conocía su nombre la llamó por lo único que recordaba de ella, (el color de su ropa interior) así que ella reaccionó molesta diciéndole su nombre a lo que Fudo lo distorcionó llamándola "Saky".
Ui Migii (右井 右井 Migii Ui?)
Seiyū: Shiori Mutō
Tsunemi Tōko (東狐 常美 Tōko Tsunemi?)
Seiyū: Miharu Sawada
Kei Tanukihara (狸原 絹衣 Tanukihara?)
Seiyū: Yuki Yamada
Niko Endō (遠藤 ニコ Endō Niko?)
Seiyū: Natsumi Yamada
Kyōbō (キョーボー?)
Seiyū: Saki Fujita
Kusuo Masukodera (増子寺 楠男 Masukodera Kusuo?)
Seiyū: Tetsuharu Ōta

## Media

### Manga
El manga comenzó a publicarse en la edición de mayo de 2014 de la revista de manga shōnen Monthly Shōnen Ace de Kadokawa Shoten el 25 de marzo de 2014, siendo ilustrado por Karuna Kanzaki y escrito por Yūya Kurokami. La serie concluyó en la edición de agosto de 2022 publicada el 24 de junio de 2022. La serie ha sido compilada en 13 volúmenes tankōbon.

#### Lista de volúmenes
| Núm. | Fecha de publicación     | ISBN                   |
| ---- | ------------------------ | ---------------------- |
| 1    | 25 de octubre de 2014    | ISBN 978-4-04-102229-0 |
| 2    | 26 de febrero de 2015    | ISBN 978-4-04-102877-3 |
| 3    | 25 de julio de 2015      | ISBN 978-4-04-103449-1 |
| 4    | 26 de febrero de 2016    | ISBN 978-4-04-104088-1 |
| 5    | 26 de julio de 2016      | ISBN 978-4-04-104537-4 |
| 6    | 25 de marzo de 2017      | ISBN 978-4-04-104538-1 |
| 7    | 25 de noviembre de 2017  | ISBN 978-4-04-106307-1 |
| 8    | 26 de julio de 2018      | ISBN 978-4-04-106929-5 |
| 9    | 25 de junio de 2019      | ISBN 978-4-04-106930-1 |
| 10   | 25 de febrero de 2020    | ISBN 978-4-04-109039-8 |
| 11   | 25 de noviembre de 2020  | ISBN 978-4-04-109040-4 |
| 12   | 25 de septiembre de 2021 | ISBN 978-4-04-111713-2 |
| 13   | 26 de agosto de 2022     | ISBN 978-4-04-111714-9 |

### Anime
En mayo de 2016, el ilustrador de la serie Karuna Kanzaki tuiteo que iba a haber un "importante anuncio" respecto a la serie en la edición de agosto de la Monthly Shōnen Ace el 26 de junio de 2016. El 19 de junio de 2016, Kadokawa anunció que iba a recibir una adaptación a anime, la cual sería animada por Silver Link. El anime es dirigido por Hideki Tachibana y escrito por Kento Shimoyama. El diseño de los personajes es hecho por Shoko Takimoto y la música es compuesta por Hiromi Mizutani. Se emitió desde el 5 de abril hasta el 21 de junio de 2017. El opening es "Shocking Blue" mientras el ending es "DECIDE" interpretado por Takada Yū,Nozomi Kitahara, Sayaka Hidaka, Rina Nishida & Natsumi Hioka. Una OVA será publicada junto al volumen 7 del manga el 25 de noviembre de 2017. Sentai Filmworks ha licenciado la serie en Norteamérica. Muse Communication la licenció en Asia-Pacífico.

#### Lista de episodios
| #  | Título | Estreno             |
| -- | --- | ------------------- |
| 1  | «La maravillosa espada, Rin Onigawara» «Subarashiki yaiba, Onigawara Rin» (素晴らしき刃「鬼瓦輪」)         | 5 de abril de 2017  |
| 2  | «Cuarto de castidad, alboroto» «Teishuku ryō, sōran» (貞淑寮」騒乱)                                        | 12 de abril de 2017 |
| 3  | «La hermosa espada, Mary Kikakujō» «Uruwashiki yaiba, Kikakujō Meari» (麗しき刃「亀鶴城メアリ」)           | 19 de abril de 2017 |
| 4  | «Warabinpic, ¡declaración de apertura!» «Warabinpikku, kaimaku sengen!» (ワラビンピック」開幕宣言！)       | 26 de abril de 2017 |
| 5  | «La espada del amor, Warabi Hanasaka» «Ai kuruoshiki yaiba, Hanazake Warabi» (愛狂しき刃「花酒蕨」)        | 3 de mayo de 2017   |
| 6  | «Notas de un escándalo» «Aru Sukyandāru no Oboegaki» (ある「スキャンダル」の覚え書き)                      | 10 de mayo de 2017  |
| 7  | «La espada dudosa, Satori Tamaba» «Ayashiki yaiba, Tamaba Satori» (妖しき刃「眼目さとり」)                 | 17 de mayo de 2017  |
| 8  | «Su travestismo y sus circunstancias» «Kareshikanojo onē no, Jijō» (彼氏彼女オネエの「事情」)              | 24 de mayo de 2017  |
| 9  | «El día en el que murió el amor» «Ai, ga kowareta hi» (「愛」が壊れた日)                                   | 31 de mayo de 2017  |
| 10 | «La espada aterrorizante, Tsukuyo Inaba» «Osoroshiki yaiba, Inaba Tsukiyo» (恐ろき刃「因幡月夜」)          | 7 de junio de 2017  |
| 11 | «La Bala de ese día se mantiene en mi pecho» «Mune ni nokoru ano hi no, Dangan» (胸に残るあの日の「弾丸」) | 14 de junio de 2017 |
| 12 | «El maquiavelismo de las chicas» «Shōjo-tachi no Makyaverizumu» (少女達の「マキャヴェリズム」)             | 21 de junio de 2017 |